# Zooniverse

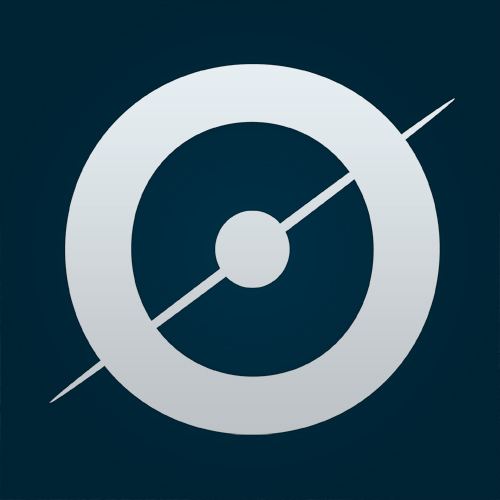

Zooniverse est un portail de science citoyenne, extension du projet original Galaxy Zoo qui invitait les internautes à classer les galaxies. Contrairement à des projets tels que SETI@Home, ce type de projet ne demande pas simplement du temps-calcul aux internautes, mais réclame aussi leur attention : c'est l'internaute qui fait le travail.

## Exemples de projets en cours

### Espace
- Backyard Worlds: Planet 9 : recherche de la planète Neuf et de naines brunes[1]
- Galaxy Zoo : classement des galaxies
- Galaxy Zoo Mergers : retrouver des résultats de simulation de galaxies en interaction dans le SDSS
- Galaxy Zoo Supernovae : détection de supernovae
- Gravity spy : classification d'artéfacts visant à faciliter la détection des ondes gravitationnelles
- Hubble asteroid hunter : recherche d'astéroïdes à partir des clichés du télescope Hubble
- Ice Hunters : recherche d'objets de la ceinture de Kuiper
- Moon Zoo : repérage des cratères lunaires
- Planet Hunters : chasse aux exoplanètes par la méthode des transits sur des données du satellite Kepler
- Solar Stormwatch : observation de l'activité solaire
- The Daily Minor Planet : recherche d'astéroïdes, en particulier d'astéroïdes proches de la Terre, à partir d'observations du Catalina Sky Survey (Mount Lemmon Survey - G96)[2]
- The Milky Way Project : recherche de diverses structures dans des images de la Voie lactée

### Histoire
- Ancient Lives : Transcription de Papyri d'Oxyrhynque. Ces papyri appartiennent à la Fondation pour l'exploration de l'Égypte et leurs textes seront ensuite publiés et numérisés par la fondation.
- Star notes : Transcription des travaux des astronomes Annie Jump Cannon, Williamina Fleming et Henrietta Swan Leavitt

### Médecine
- Eye for diabetes : Détection de lésions de la rétine causées par le diabète, afin d'entraîner une intelligence artificielle

### Nature et climat
- Old weather : numérisation des observations météo de la Royal Navy durant la Première Guerre mondiale